# Salvatore Marchese

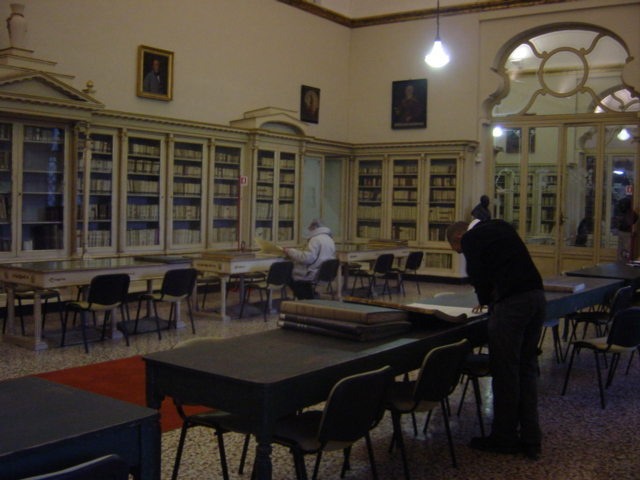
Universiteit van Catania, Oude Bibliotheek

Salvatore Marchese (Misterbianco, 6 januari 1811 – aldaar, 26 november 1880) was een hoogleraar rechtsgeleerdheid in zowel het koninkrijk der Beide Siciliën als in het eengemaakte koninkrijk Italië. Hij was een grote ijveraar voor de eenmaking wat hem zijn leerstoel gekost heeft aan de universiteit van Catania. 
Later werd hij afgevaardigde in het Italiaans parlement, alsook rector magnificus.

## Levensloop
Marchese groeide op in Misterbianco, een dorp nabij de havenstad Catania op Sicilië. Zijn ouders waren Antonino Marchese en Maria Scuderi. Via zijn oom Salvatore Scuderi, hoogleraar economie aan de universiteit van Catania, werd hij aangetrokken tot universitaire studies. In 1833 studeerde Marchese af als jurist. Vanaf 1836 gaf hij, in de plaats van zijn zieke oom, de lessen burgerlijke economie en landbouweconomie. Na de dood van zijn oom (1840) verloor Marchese het docentschap (1841). Zijn liberale ideeën als jonge jurist hadden het universiteitsbestuur gestoord.
In 1842 bereikte Marchese dan toch het hoogleraarschap in Catania: het ging om de leerstoel natuurrecht en ethiek. Marchese bleef actief in liberale en patriottische kringen die zich stoorden aan het rigide Bourbonregime. Marchese publiceerde patriottische artikelen in de krant L’Unione Italiana, ten tijde van het afgescheurde koninkrijk Sicilië (1848-1849). Zijn revolutionair gedrag kostte hem de leerstoel in 1852. 
Marchese bleef journalistiek actief en ontwikkelde een praktijk als advocaat. Zo smeet hij zich op een rechtszaak om de tienden af te schaffen, tienden die het bisdom Catania hief bij pachters op kerkelijke landerijen.
Het Bourbonregime werd opgedoekt in de jaren 1860-1861 en Sicilië en Napels sloten zich aan bij het koninkrijk Italië. Marchese rijgde de benoemingen achter elkaar. Met onmiddellijke ingang benoemde Garibaldi hem opnieuw tot hoogleraar (1860) en dit voor de leerstoel rechtsfilosofie (1863), wat hij zou blijven tot het einde van zijn leven. Marchese was kort magistraat bij het Openbaar Ministerie (1861-1862) om vervolgens benoemd te worden als raadsheer bij het Hof voor Burgerlijke Zaken in Catania. 
Van 1861 tot 1865 was Marchese parlementslid in de Kamer van Afgevaardigden, namens de kieskring Catania; het parlement zetelde destijds in Turijn, hoofdstad van Piëmont. Hij liet er zich opmerken voor vrije handel in de Siciliaanse havens. Marchese zetelde met periodes in de gemeenteraad van Catania en in de provincieraad van Catania. In de provincie stimuleerde hij de bekostiging van leraarsopleidingen voor jonge vrouwen in Catania.
In de jaren 1860-1870 publiceerde hij meerdere juridische artikels. Ondanks zijn bemiddelingen bij de regering in Turijn werd de universiteit van Catania gedegradeerd tot een universiteit van tweede categorie.
Het universiteitsbestuur verkoos Marchese tot rector magnificus in 1869. Dit bleef hij tot zijn dood in 1880.